# Paratheridula
Paratheridula is een monotypisch geslacht van spinnen uit de  familie van de Theridiidae (kogelspinnen).

## Soort
- Paratheridula perniciosa Keyserling, 1886